# Falkenberg/Elster
Falkenberg/Elster è una città del Brandeburgo, in Germania.

Appartiene al circondario dell'Elba-Elster.

## Storia
Nel 2003 venne aggregato alla città di Falkenberg/Elster il soppresso comune di Schmerkendorf.

## Geografia antropica

### Suddivisioni amministrative
Falkenberg si divide in 6 zone, corrispondenti all'area urbana e a 5 frazioni (Ortsteil):
- Falkenberg (area urbana)
- Beyern
- Großrössen
- Kölsa
- Rehfeld
- Schmerkendorf

## Società

### Evoluzione demografica
- Sviluppo della popolazione dal 1875 entro gli attuali confini (Linea Blu: Popolazione; Linea puntata: Confronto dello sviluppo della popolazione dello stato del Brandenburgo; Sfondo grigio: Ai tempi del governo nazista; Sfondo rosso: Al tempo del governo comunista)
- Sviluppo recente della popolazione (Linea blu) e previsioni

| Anno | Abitanti |
| ---- | -------- |
| 1875 | 2 850    |
| 1890 | 3 120    |
| 1910 | 6 031    |
| 1925 | 7 763    |
| 1933 | 8 578    |
| 1939 | 9 194    |
| 1946 | 11 941   |
| 1950 | 11 273   |
| 1964 | 10 346   |
| 1971 | 10 596   |
| 1981 | 9 827    |

| Anno | Abitanti |
| ---- | -------- |
| 1985 | 9 749    |
| 1989 | 9 573    |
| 1990 | 9 443    |
| 1991 | 9 271    |
| 1992 | 9 138    |
| 1993 | 9 131    |
| 1994 | 9 091    |
| 1995 | 9 064    |
| 1996 | 8 974    |
| 1997 | 8 854    |

| Anno | Abitanti |
| ---- | -------- |
| 1998 | 8 689    |
| 1999 | 8 554    |
| 2000 | 8 435    |
| 2001 | 8 262    |
| 2002 | 8 075    |
| 2003 | 7 953    |
| 2004 | 7 819    |
| 2005 | 7 768    |
| 2006 | 7 627    |
| 2007 | 7 497    |

| Anno | Abitanti |
| ---- | -------- |
| 2008 | 7 378    |
| 2009 | 7 254    |
| 2010 | 7 098    |
| 2011 | 6 812    |
| 2012 | 6 650    |
| 2013 | 6 561    |
| 2014 | 6 529    |
| 2015 | 6 431    |
| 2016 | 6 459    |
| 2017 | 6 406    |

| Anno | Abitanti |
| ---- | -------- |
| 2018 | 6 368    |
| 2019 | 6 315    |
| 2020 | 6 317    |

Fonti dei dati sono nel dettaglio nelle Wikimedia Commons..

## Amministrazione

### Gemellaggi
Falkenberg è gemellata con:
- Warburg, dal 1991